# ستيفن جون روث
ستيفن جون روث (بالإنجليزية: Stephen John Roth)‏ هو قاضي ومحامي أمريكي، ولد في 21 أبريل 1908 في المجر، وتوفي في 11 يوليو 1974.